# Legione polacca in Turchia
La legione polacca in Turchia (in polacco Legion Polski w Turcji) era una forza militare formata a Istanbul da emigranti dalla Polonia spartita per combattere con l'esercito ottomano nella guerra russo-turca (1877–1878). All'inizio del XIX secolo l'unità era composta da circa 20.000 soldati.
Era divisa in due rami: europeo e asiatico. Il ramo europeo, con circa 70 persone, al comando di Józef Jagmin, entrò a far parte della divisione sotto Salha Pasha. Il 23 agosto 1877 prese parte alla battaglia di Kizlarz, dove morirono molti legionari tra cui Jagmin. La divisione asiatica combatté sul fronte caucasico.